# 大阪府立大阪北視覚支援学校
大阪府立大阪北視覚支援学校（おおさかふりつ おおさかきたしかくとくべつしえんがっこう）は、大阪府大阪市東淀川区豊里七丁目にある特別支援学校。

## 概要
主に大阪市の大半および大阪府北部の視覚障害のある児童・生徒を対象に、一人一人の個性や障害の程度にあった支援教育を施すことを目的とする。幼稚部から高等部までの各学部が設置されている。
実業家・五代五兵衛が私費で設立した大阪盲唖院が学校の源流となっている。1919年に大阪市に移管されたのち、1923年に盲教育・聾教育を分離した。現在の大阪府立中央聴覚支援学校は起源を同じくしている。
2016年に大阪府へ移管され、大阪府立大阪北視覚支援学校へと改称した。

## 沿革
視覚障害を持っていた実業家・五代五兵衛は1899年、京都盲唖院（現在の京都府立盲学校・京都府立聾学校）の創設者で日本の盲・聾教育の始祖といわれる古河太四郎の講演を聴いたことをきっかけに、視覚障害者・聴覚障害者のための総合施設を設置することを構想した。
当初は病院なども併設した総合施設のうちの一つとして学校を建てることを構想していたが、結果的に病院などは建てられず学校を単独で建てることになった。1900年9月13日に私立大阪盲唖院として大阪市東区本町4丁目・浄久寺（現在の相愛中学校・高等学校南側付近）に仮校舎を設置して授業を開始した。初代院長（校長）に古河太四郎を招聘している。
開校2ヶ月後の1900年11月30日には、大阪市南区塩町通1丁目15番地・16番地（現在の中央区南船場1丁目付近）に移転した。
一方で資金難が続き、五代は「盲・聾教育の永続化を図るためには大阪市への移管が最善」と判断し、市への移管を働きかけた。それを受けて1907年4月18日に大阪市に移管され、市立大阪盲唖学校へと改編した（1919年大阪市立盲唖学校へ改称）。
同時期には生徒数の増加により敷地が狭隘となり、近い将来の移転を前提に1908年には郊外の東成郡天王寺村（現在の阿倍野区）に校地を確保した。一方で翌1909年には収容限度を超えたための応急措置として、南区長堀橋筋・元南区役所跡（現在の中央区島之内1-20）に仮移転した。
その後天王寺村への移転を取りやめて予定地を売却し、通学の便を考慮して南区南桃谷町11番地・元南区育英高等小学校跡（現在の中央区上本町西3丁目、大阪市立上町中学校敷地）へと移転することになった。1912年には南桃谷町の校舎に移転している。
一方でさらに生徒数が増加して教室不足が見込まれることから、盲教育と聾教育を分離することが決定した。1921年10月26日に分離案が大阪市会で可決され、1923年に大阪市立盲学校（当校）と大阪市立聾唖学校（現・大阪府立中央聴覚支援学校）に分離した。盲学校は従来の敷地を引き続き使用し、聾唖学校は東成郡生野村に校舎を設置した。
昭和期に入り、太平洋戦争の戦局悪化により、1944年には高槻市北部の山間部・原地区に学寮を設置して集団疎開している。また中等部生徒の一部は勤労動員の対象となった。
1945年6月15日および6月25日の2度の大阪大空襲では、校舎が被災している。
終戦後の1948年には盲・聾学校の就学義務制度が学年進行で実施された。これに伴い、「従来の校舎は戦災復旧が十分ではないし、児童・生徒の増加にも対応できない」として、大阪市東区船場（住所表示では東区安土町3-22）・旧大阪市立船場高等女学校跡に移転した。
船場移転後も児童・生徒数は増え続けて収容が困難になったので、1957年には大阪市西区靱中通2-27（現在の西区靱本町1丁目、靱公園南側のマンション付近）・旧靱小学校跡の東半分に靱分校を開設した。靱分校では高等部を収容した。
さらに校舎の老朽化も目立つようになったため、1963年に東淀川区豊里町619番地（現在地）に新校舎を建てて統合移転した。船場の旧校舎は、北側が企業ビルになり、南側は駐車場となっている。
また重複障害児への対応として、1965年には特別学級（当時の呼称）を設置している。
2009年には特別支援教育制度導入に伴う大阪市の条例改正がおこなわれ、大阪市立視覚特別支援学校へと改称している。さらに大阪市立特別支援学校を大阪府に移管する方針が決まり、2016年以降は府立学校となり、大阪府立大阪北視覚支援学校へと改編された。

### 年表
- 1900年9月13日 - 五代五兵衛が私立の大阪盲唖院として、東区本町4丁目で設立。
- 1900年11月 - 南区塩町通1丁目へ移転。
- 1907年 - 大阪市に移管し市立大阪盲唖学校と改称。
- 1909年 - 南区長堀橋筋へ移転。
- 1912年 - 南区南桃谷町11番地へ移転。
- 1919年 - 大阪市立盲唖学校と改称。
- 1923年 - 盲教育・聾教育を分離。大阪市立盲学校（当校）と大阪市立聾唖学校（現在の大阪市立聴覚特別支援学校）を設置。
- 1948年 - 学制改革により小学部・中学部・高等部を置く。東区安土町へ移転。
- 1949年 - スクールバスの運行を開始。
- 1957年 - 西区に靱分校を開設。
- 1963年 - 現在地に統合移転。
- 1966年 - 昭和天皇、香淳皇后が盲学校を訪問（愛媛県で開催された第17回全国植樹祭の帰路）[1]。
- 2009年4月1日 - 大阪市立視覚特別支援学校に改称。
- 2016年4月1日 - 大阪府へ移管。大阪府立大阪北視覚支援学校に改称。

## 学科
- 幼稚部、小学部、中学部、高等部本科（普通科・保健理療科）、高等部専攻科（理療科・保健理療科）

## 通学区域
- 大阪市の一部 - 北区・都島区・福島区・中央区・西区・港区・大正区・浪速区・西淀川区・淀川区・東淀川区・東成区・旭区・城東区・鶴見区
- 北摂地域
- 北河内地域
- 東大阪市の一部 - 中央大通（国道308号・築港枚岡線）以北で大阪外環状線以西の地域のみ

## 交通
- 地下鉄今里筋線 だいどう豊里駅 南西へ約200m。
- 大阪シティバス 大桐1丁目バス停。